# Grooveshark
Grooveshark var en webbaserad musikströmningstjänst. Tjänsten fungerade som Spotify men betalade ingenting till ägarna av musiken och finansierades genom reklambanners. Grooveshark hade två betalvarianter av tjänsten: "Grooveshark Plus" och "Grooveshark Anywhere". Med "Grooveshark Plus" försvann reklamen, och med "Grooveshark Anywhere" kunde man lyssna på musik i telefonen.
I januari 2012 blev Grooveshark stämda för upphovsrättsligt brott av alla de stora musikföretagen, nämligen EMI Music Publishing, Sony Music Entertainment, Warner Music Group och Universal Music Group. Enligt en stämning för upphovsrättsintrång har skulderna uppskattats till 17 miljarder USD. Oroade över detta tog Google, Apple och Facebook bort Groovesharks app från Google Play, App Store (iOS) respektive Facebook-plattformen. 
Den 30 april 2015 stängdes sidan/tjänsten ner helt efter en stämning/uppgörelse med de stora skivbolagen. På sin hemsida bad företaget om ursäkt och hänvisade till sanktionerade streaming-tjänster. Det finns inga siffror på skadeståndskrav, men flera bedömare uppskattar att det kan röra sig om miljardbelopp.